# 제이드 요커
제이드 요커(Jade Yorker, 1985년 6월 16일 ~ )는 미국의 배우, 영화배우, 텔레비전 배우이다.
뉴저지주에서 태어났다.

## 영화
- 웨폰스 (2007년) - 믹키 역
- 어반 저스티스 (2007년)
- 그리다이언 갱 (2006년) - 윌리 웨더스 역
- 밤 더 시스템 (2002년) - 런 역
- 스노우 데이 (2000년)
- 뮤직 오브 하트 (1999년)
- 헬스 키친 (1998년)
- 히 갓 게임 (1998년)